# Benetke
Benétke (italijansko Venezia [venècja], beneško Venesia) so glavno mesto italijanske dežele Benečije (italijansko Veneto) in pokrajine/province Venezia (Beneška pokrajina), obenem pa tudi neformalno središče treh severovzhodnih italijanskih dežel, ki jih Italijani skupaj imenujejo Triveneto (poleg Benečije še Furlanija-Julijska krajina in Trentinsko-Zgornje Poadižje), a je njihov zgodovinski in kulturni pomen neprimerno večji. Svetovno znano obmorsko mesto kanalov in mostov se razteza prek številnih majhnih otokov v močvirni morski plitvini (laguni) na zahodni obali severnega dela Jadranskega morja. Laguna obsega obalo od ustja rek Pada na jugu in Piave na severu. Mesto šteje skupaj s kopenskim delom (Mestre) dobrih 250.000 prebivalcev, staro mesto Benetke pa le še nekaj nad 50.000. V Benetkah je (dejansko že od 1156, z beneškim naslovom od 1451), sedež enega redkih rimskokatoliških patriarhatov in od 1868 tudi univerze.

## Zgodovina
Benetke so nastale postopoma od petega stoletja našega štetja naprej, ko so prebivalci Ogleja in okoliških krajev na kopnem zbežali pred barbarskimi plemeni Vizigotov, Ostrogotov, Langobardov in Hunov na močvirnate lagune na severu Jadranskega morja. Ti ljudje so raje živeli v težkih razmerah lagune, kot da bi postali sužnji. Najprej so živeli v taborih, kasneje v majhnih naselbinah, nato v vaseh, ki so se združile v večje skupnosti in za zaščito zaprosile Raveno ter tako prišle pod posredno upravo Bizanca. Od leta 726, ko so na otočke naseljeni Benečani izvolili svojega prvega voditelja, ki se je imenoval Orso Ipato, in ga imenovali dož, kar v njihovem dialektu pomeni vodja, so dosegli delno neodvisnost. Doži so vladali Benetkam naslednjih  več kot 1000 let. Imeli so stabilen politični sistem, ki je bil osnovan na nepreklicnih zakonih. Benetke so bile podložne bizantinskemu cesarju do 10. stoletja. Ko jim je grozila invazija s strani Svetega rimskega cesarstva, so se Benetke okoli leta 810 osamosvojile.
Versko središče Benetk je bilo najprej na otočku Torcello, kasneje pa se je središče naselbine preselilo na bolj odmaknjeno in nekoliko višje otoke, kjer je izstopal Rialto. Beneška republika je potrebovala nekakšen simbol, po katerem bi se razlikovala od svojih uradnih gospodarjev. V Benetkah je bila razširjena legenda, da je evangelist sv. Marko nekoč obiskal otoke v laguni in mu je angel povedal, da bo tam počivalo njegovo telo. Skupina beneških trgovcev se je odločila, da bo to napoved uresničila, in je leta 828 na skrivaj prepeljala svetnikove relikvije iz Aleksandrije v Benetke. Za čaščenje svetnika je dal takratni dož sezidati novo baziliko zraven doževe palače. Tako so sv. Teodorja, ki je bil dotedanji beneški patron in ki jim ga je vsilil Konstantinopel, zamenjali s sv. Markom. Teodor pa je ostal svetnik, ki mu je posvečen eden od stebrov na malem trgu. V 9. stoletju, ko je bizantinska moč že počasi začela upadati, so Benetke pridobivale večjo avtonomijo, vendar pa so bile, vsaj formalno, še vedno pokorne Konstantinoplu.

### Vzpon
Okoli leta 1000, ko se je zahodni svet bal konca sveta in ko so Benetke skupaj z Bizancem izgnale Normane z Jadranskega morja in vzhodnega Sredozemlja, je bil Bizanc že tako oslabljen, da ni mogel več braniti svojih jadranskih kolonij. Te so prišle pod zaščito Benetk. Benetke so povezovale Evropo z vzhodom, ne le v trgovini, temveč tudi v drugih dejavnostih. Vzpon so doživele 1204, ko so prevažali križarsko vojsko na osvajanje Jeruzalema. Pred tem so križarji za Benetke zavzeli Zadar in skupaj z Benečani oropali Bizanc. Redna so bila tudi rivalstva in vojen z Genovo. Zveze z Bizancem so izkoristili za trgovanje z vzhodom in razvili pomorsko trgovino. Ker so Benetke s trgovino zelo obogatele, je bilo treba moč nekaterih posameznikov, zlasti pa doža, zmanjšati, zato so leta 1172 ustanovili Veliki svet, v katerem je bilo skoraj 500 Benečanov. Ta sistem je uspešno deloval pri upravljanju Beneške republike. Od takrat naprej je doža volil Veliki svet. Dož je moral podpisati pogodbo (italijansko promissione; dobesedno obljuba), ki je bila na začetku le formalnost, sredi 13. stoletja pa je ta pogodba preprečevala, da bi dož finančno obogatel na račun svojega položaja, sprejemal darila in komuniciral z drugimi voditelji ne da bi o tem seznanil Veliki svet. V 14. stoletju je članstvo v Velikem svetu postalo stalno in dedno. 
Gradeški patriarh se je leta 1156 preselil v Benetke, kamor so skoraj 300 let kasneje, leta 1451 tudi formalno prenesli naslov patriarhata.

### 13. stoletje
V 13. stol. je papež pozval kristjane na 4. križarsko vojno, ki so se ji pridružile tudi Benetke in jo izkoristile za osvojitev Bizanca, mnogih pristanišč na grških otokih in cele Krete. Benetke so trgovsko obvladovale celo Jadransko morje in vzhodno Sredozemlje in tako so jim vse trgovske ladje morale plačevati carino. Benetke niso bile fevdalna država. Njihova aristokracija so bile bogate trgovske družine, katerih člani so bili tudi kapitani beneških ladij.

### 14. stoletje
V 14. stoletju je bilo beneško trgovsko ladjevje zelo močno, čemur je pripomoglo tudi odkritje kompasa in krmila. Benečani so trgovali tako z vzhodom kot tudi s Flandrijo in Anglijo. Vendar pa s svojimi velikimi ladjami niso prevažali samo trgovskega blaga, temveč so iz črnomorskih pristanišč pripeljali tudi podgane, ki so prenašale kugo. Izbruhnila je epidemija kuge, ki je imela strahotne posledice za Benetke. Na dan je umrlo tudi do 600 ljudi. Tovorne ladjice so po kanalih komaj uspevale odvažati mrtve. Umrlo je tri petine prebivalstva. Podobno je bilo tudi v Genovi, od koder se je ta strašna bolezen razširila po vsej Evropi.

### Vojne z Genovo
V 13. stoletju, po 4. križarski vojni, je postala glavni trgovski tekmec Benetk Genova, ki je trgovala v Palestini, v pristaniščih Črnega morja in drugod po vzhodnem Sredozemlju. Kmalu je prišlo do vojne med obema mestoma in na začetku je Benetkam kazalo zelo slabo, tako da so bili po hudem porazu v Jadranskem morju prisiljeni podpisati mirovni sporazum, ki pa je bil le premor v dolgoletnem sporu. V 14. stoletju je njune spopade za kratek čas prekinila kuga. V tistem času so se Benetke spopadale tudi s Padovo, Madžari in Avstrijci ter izgubile vse svoje dalmatinske kolonije. Leta 1379 se je genovska flota pojavila tik pred beneško laguno. Genovski admiral Pietro Doria se je odločil, da bo Benetke izstradal, kar pa se je pokazalo za usodno napako, saj so Benetke tako pridobile čas, si zgradile dodatno obrambo in ladjevje ter dočakale vrnitev svoje sredozemske flote, s pomočjo katere so porazili Genovo. V 15. stoletju so Benetke ponovno postale uspešna trgovska velesila, Genova pa je začela neslavno propadati.

### Turki
Skozi stoletja so Benetke vzpostavile pravi imperij, ki je obsegal dalmatinsko obalo vse do Krete in Cipra, na severu do Alp in na zahodu do Milana. V času, ko so Turki zavzeli Carigrad (1453), so bile Benetke na vrhuncu svoje moči. Obvladovale so ozemlje od Gorice na vzhodu do Bergama na zahodu. Ponovno so zavzeli mnoga dalmatinska pristanišča, v Sredozemlju pa so obvladovale številne grške otoke (tudi Kreto) in imele svoje baze tudi na kopnem v Grčiji. Odnosi s Turki, ki so širili svoje cesarstvo na vse strani, so bili dobri. Beneški ambasadorji so z zmagovitim sultanom Mehmetom II. celo sklenili trgovski sporazum. Vendar pa so Benečani turško nevarnost podcenjevali. Do leta 1470 so si Turki podjarmili celo Grčijo in prodirali preko Balkana na zahod. Velik problem je predstavljala tudi zahodna neenotnost.

### 16. stoletje
V tistem času so se tudi drastično spremenile razmere, v katerih so do tedaj trgovali. Zaradi geografskih odkritij je zdaj trgovanje potekalo okoli Rta dobrega upanja in ne več s karavanami do sredozemskih pristanišč. V 16. stoletju so se Benetke borile za preživetje med veliko močnejšimi silami. Zopet so uporabile vso svojo diplomatsko spretnost kot že tolikokrat prej in pozneje. Večkrat so predlagale, da bi se zahod združil v borbi proti Turkom, vendar so bile razlike med posameznimi zahodnimi državami prevelike, da bi do tega prišlo. Ko pa so Turki leta 1529 skoraj osvojili Dunaj in bili na tem, da zavzamejo Ciper, ki so mu do tedaj precej ponesrečeno vladale Benetke, sta se Benetkam le pridružila Vatikan in Španija ter velika flota pretežno beneških ladij je krenila proti Cipru. Tu pa so se zopet pokazala medsebojna nasprotja in tako so Ciper sramotno prepustili Turkom, ki so na vzhodnem delu otoka uprizorili tak barbarski pokol, da so se vse tri sile zopet združile in prisegle, da ne bodo prenehale, dokler Turki ne bodo dokončno premagani. Leta 1571 je njihova številna flota priplula do otoka Lepant v Grčiji, kjer je bila zasidrana turška flota. Bitka pri Lepantu je prišla v zgodovino kot zadnja bitka galej na vesla in kot velika zmaga krščanskih sil. Benetke so hotele ta zmagoviti pohod nadaljevati, ostali dve sili pa ne. Ponovno so se tri flote zbrale skupaj naslednje leto, 1572, vendar tokrat niso dosegle nič. Ker so ugotovile, da ju ostali dve sili ne podpirata in da ni nikakršnega medsebojnega zaupanja, so Benetke poskušale doseči mir s Carigradom. Pokazalo se je, da ta veličastna zmaga pri Lepantu na koncu ni prinesla nikakršnih oprijemljivih uspehov.

### Zaton
Kljub izgubi moči in veliki konkurenci drugih mest, so bile Benetke v začetku 18. stoletja še vedno zelo bogate. Benečani so to bogastvo tudi znali uživati in so prirejali karnevale, igre na srečo, plese v maskah in podpirali umetnost. Francoska revolucija leta 1789 je povzročila, da so se evropske države združile proti Franciji in jo osamile, Benetke pa so tudi tu ostale nevtralne. Ko je Napoleon I. leta 1795 vkorakal v Italijo in zasledoval Avstrijce, so se mu Benečani hoteli na vsak način prikupiti, vendar jih je zaradi začasnega miru ponudil Avstriji. Leta 1797 je Napoleon zasedel Benetke brez boja, ker je Veliki svet izglasoval konec republike. Že leto kasneje pa so Benetke in večina Benečije, Istre in Dalmacije prešle v avstrijske roke. Leta 1805 je Napoleon vključil Benetke v svoje Italijansko kraljestvo za naslednjih 10 let. To je imelo svoje pozitivne in negativne posledice. Mesto so začeli obnavljati, po drugi strani pa so dobesedno izropali cerkve in samostane, iz katerih so odnesli premnoge umetnine. Leta 1815 so po dunajskem kongresu Benetke pripadle Avstriji. 1829 pa so postale svobodna luka, zgradili so jezove, da bi zaščitili mesto pred plimo, poglobili so nekatere kanale zaradi pomorskega prometa. Zgradili so   most do kopnega in za tem tudi železniško progo do Milana, da so lahko prevažali blago v Italijo. Benečani Avstrijcev niso nikoli marali in so se jim leta 1848 v času uporov po vsej Evropi, tudi uprli. Ponovno so razglasili republiko, ki pa ni trajala dolgo. Avstrijci so 1848 zatrli upor Benečanov in ostali tam vse do leta 1866, ko so se Benetke združile z Italijo. V zadnjih desetletjih 19. stoletja in v prvih desetletjih 20. stoletja se je v širših Benetkah (Mestre, Porto Marghera) začela širiti industrija in tudi promet v tovornem pristanišču se je povečal. Zato so začeli širiti in poglabljati dostopne kanale. Zaradi začetka masovnega turizma so v jedru mesta nekatere kanale zasuli in spremenili v pešpoti. Leta 1895 so organizirali prvo mednarodno likovno razstavo La Biennale (Beneški bienale). Iz teh razstav se je razvil še filmski bienale, leta 1980 tudi arhitekturni bienale. Med drugo svetovno vojno so zavezniki bombardirali Marghero in Mestre, Benetke pa niso bile poškodovane.

### Benetke danes
Benetke še danes kažejo bogate arhitekture obdobij svojega razcveta v gotskem, renesančnem in baročnem času. V očeh obiskovalcev so se nekdanje Benetke spremenile v kulturni spomenik, ki ga je treba videti. Posebej privlačne točke so Trg svetega Marka s svojim 175 m dolgim in razkošnim prostorom, s cerkvijo in 99 m visokim, rekonstruiranim Campanilom (zvonik), ki stoji samostojno in s posebej izrazito doževo palačo z arkadami z zašiljenimi loki. Občudujejo stolp z uro, nekdanje urade in muzej Correr. Privlačni so kanali s skoraj štiri kilometre dolgim Canalom Grande, ki seka mesto v obliki velike, obrnjene črke S. Romantična vožnja z gondolo po kanalih je še danes obvezen program zaljubljenih parov v Benetkah, čeprav je 400 gondol (leta 1750 jih je bilo preko 12.000) glede na motorna plovila danes v veliki manjšini. Skupine turistov pa se vozijo z majhnimi parniki. V zadnjem obdobju so prepovedali velike potniške križarke v jedru mesta.
Benetke so, kljub izjemnim zaščitam sistema Mose, ki jih ščiti pred visokimi plimami, zaradi izseljevanja in ugrezanja umirajoče mesto. Palače, ki so jih zgradili na peščenih in nestabilnih tleh, na preperevajočih lesenih pilotih, postopoma tonejo v laguno. Prazni prostori so pogosto slabo vzdrževani in pozimi brez ogrevanja. Večina prebivalcev živi na celini in se le v službo vozijo v staro jedro, ki ga vsak dan preplavi okoli 80.000 turistov.

## Geografija

### Geologija
Naselja, iz katerih so zgrajene Benetke, se nahajajo na naplavinah, ki so jih ustvarile ledeniške reke. Površina območja izliva in laguna pokriva površino okoli 550 kvadratnih kilometrov in je obrobljena z okoli 60 km dolgo peščeno jadransko obalo. Le okoli tri odstotke območja je pokrito z otoki, preostanek sestavljen iz mulja in močvirja (barene), nekakšno barje obsega več kot 90 km², približno 92 km² je ribolovnih območij imenovanih Valli da Pesca. Barja prečkajo naravne poti, ki se imenujejo ghebi. Še leta 1900 je bilo barja več kot 250 km².
Laguna je bila ustvarjena približno 4000 let pr. n. št.. Z nanosi Brente in drugih rek in potokov severne Italije. Ti rečni sedimenti pokrivajo mlade pleistocenske osnovne plasti gline in peska v debeline 5 in 20 m. V zadnji ledeni dobi, je bila gladina morja 120 m pod ravnijo leta 2012, vendar se je do 5000 pr. n. št. povišala za približno 110 m. Od takrat se gladina vode z močnimi nihanji počasi dviguje.
Benetke so bile leta 400 n. št. še vedno približno 1,9 m pod morsko gladino. Od visokega srednjega veka dalje se laguna korenito spreminja s preusmerjanjem zalivov zaradi reguliranja nivoja vode in izogibanju poplavam. Od začetka 20. stoletja so bili številni kanali poglobljeni in razširjeni, kar povzroča bistveno bolj slano vodo v laguni in povečuje hitrosti pretoka.

### Klima
Mesto se nahaja v zmernem pasu. Povprečna letna temperatura je 13,5 °C. V vročih mesecih julija in avgusta, so povprečja okoli 23 °C, najhladnejši mesec je januar s 3,0 °C. Povprečna dnevna visoka temperatura je 27 °C v juliju in avgustu. Beneška laguna ima značilno pomorsko podnebje severnega Jadrana. Tako je največ padavin pozno poleti, saj je v tem času srečata celinsko podnebje iz vzhodne smeri, zlasti iz Karpatov (burje) in južno sredozemski vplivi. Povprečna letna količina padavin je 770 mm. Največ padavin pade v novembru s povprečjem 86, najnižja v januarju s povprečjem 53 mm.

### Flora in fauna
Severni del 550 km2 lagune vsebuje pretežno sladko vodo in vodo občasno mešano s slano, ki obsega okoli 418 km². Tako poznamo mrtvo laguno (Laguna morta), to je slano laguno, kjer se nivo vode spreminja s plimo in oseko, na drugi strani pa je živa laguna (Laguna viva). Barja zagotavljajo ugoden habitat za številne vrste, ki pa so že v veliki meri prizadete. Območja so bistvenega pomena za ptice selivke. Svetovni sklad za naravo (angleško World Wide Fund for Nature - WWF) je razglasil območje kot eno izmed najbolj pomembnih zaščitenih območij za ptice selivke v Evropi, vključno z ribolovom.
Za floro in favno beneških voda je značilna velika raznolikost vrst. Tukaj najdemo jegulje (Anguilla anguilla), ciplje (Mugilidae), brancine (Dicentrarchus labrax), orade (Sparus aurata) in še mnoge druge vrste rib. V lagunah živijo ptice, sesalci in plazilci.
Okoli 60 vrst ptic gnezdi le v laguni. Med gnezdilkami so našli mlakarico (Anas platyrhynchos), rjavega lunja (Circus aeruginosus), zelenonogo tukalico (Gallinula chloropus), lisko (Fulica atra), beločelega deževnika (Charadrius alexandrinus), navadno čigro (Sterna hirundo), plašico (Remiz pendulinus), pa tudi vijolično čapljo (Ardea purpurea), nočno čapljo (Nycticorax nycticorax ), rdečenogega martinca (Tringa totanus) in čopastega ponirka (Podiceps cristatus). Več kot polovica plaže zavzema spremenljivi prodnik(Calidris alpina)), ki prezimovanje v Italiji in to v laguni.
Med sesalci so našli škratjo miško (Micromys minutus), povodno rovko (Neomys fodiens), evropskega dihurja (Mustela putorius), kune belice ( Martes foina), velikega voluharja (Arvicola amphibius), podlasico (Mustela nivalis), pa tudi ježa (Erinaceus europaeus). Tui živi tudi Črnica ( Coluber viridiflavus), belouška (Natrix natrix) in kobranka (Natrix tessellata). Obstajajo tudi številne vrste žuželk in pajkov. V obdobju virus Covid, ko je bilo v mestu manj obiskovalcev, so do velikega kanala priplavali celo delfini.
Obstajajo številne rastlinske vrste slanuš, kot na primer osončnik (Salicornia), ozkolistna mrežica (Limonium angustifolium) in trave kot Puccinellia (slanovka). Vegetacija pod vodno gladino sestavljata dve skupnosti rastlin, ki so za race velikega pomena in sicer razne morske trave. Poleg tega je tu še trstičevje (Phragmites australis), širokolistni rogoz (Typha latifolia). Večina teh vrst živi v ribolovnem območju, ki niso odprte lagune, ker so močvirja (paludi) v veliki meri uničena.
Od prvotnih gozdov ostaja le park Villa Matter v Mestrah in 230 ha gozda Carpenedo. Tam rasteta v glavnem navadni gaber (Carpinus betulus) in hrast dob (Quercus robur). Mestre so sicer obdane z gozdovi, med njimi Bosco dell'Osellino, je Bosco di Campalto in Boschi Ottolenghi. Leta 1984 se je prebivalstvo uprlo gradnji bolnišnice neposredno nasproti gozda Carpenedo in uveljavljajo postopno širitev gozdov. Poleg tega so ogromno smetišče med Mestrami in laguno, ki pokriva območje 7 kvadratnih kilometrov, pretvorili v park, Parco San Giuliano. Potem je tu še Parco Albanese med Mestrami in Carpenedom, ki obsega 33 ha.

### Obseg, lega in upravna delitev
- Lokacija v pokrajini Benečija
- Občine mesta Benetke
- Šest Sestieri v zgodovinskem centru Benetk

Benetke so glavno mesto italijanske dežele Benečije. Občina obsega zgodovinski center z okoli 7 km² površine in največji del beneške lagune, z več kot 60 otoki. Poleg tega sta tu še podolgovata otoka Lido in Pellestrina, ki razmejujeta laguno od Jadranskega morja in v bližini na kopnem, okrožja Favaro Veneto, Mestre, Chirignago, Zelarino in Marghera.
Mesto je bilo leta 2005 razdeljeno na šest okrožij ali municipalità. Municipalità Venezia-Murano-Burano obsega zgodovinski center ali staro mesto. To je nadalje razdeljeno na šest četrti, poimenovane Sestieri. Tri so levo in tri desno od Grand Canala. V smeri toka desno so San Polo, Santa Croce in večji Dorsoduro, kamor sodijo tudi otoki na južnem robu starega mesta z vodilno Giudecco. Na levi strani so San Marco z otokom San Giorgio Maggiore, Cannaregio in Castello. Gledano iz Doževe palače se tisti, ki se nahajajo na tej strani kanala imenujejo citra (ta stran), na drugi strani pa ultra. Poleg šestih sestieri so v staro mesto še srednji in severni del lagune s številnimi otoki, katerih glavni otok je Murano, severovzhodni trije otoki Burano, Torcello in Mazzorbo in zelenjavna otoka Erasmo in Vignole.
Municipalità Lido-Pellestrina pa zavzema vzhodni del lagune os Chioggia so Jesolo  polotoka, ki zapira laguno od Jadrana. Dve dolgi, ozki sipini podaljšujeta Benetke za več kot 20 km na jug. Severni Lido di Venezia se je razvil v 19. stoletju v elegantno obmorsko letovišče z luksuznimi hoteli in igralnicami. Pellestrina živi predvsem od ribolova in školjk. Chioggia, ki se nahaja se na južnem robu lagune, ne spada v Benetke.
Poleg teh otoških municipalità so štiri bolj na celini. Okraj Mestre-Carpenedo je bil vključen leta 1926 in je dom za več kot polovico prebivalcev mesta. Poskusi Mestre da bi se osamosvojile je že večkrat propadlo, nazadnje v letu 2003. Industrijsko okrožje Marghera je tudi na celini, zanjo je značilna petrokemična industrija. Okraj Favaro Veneto se nahaja severovzhodno od Mestre, tukaj je letališče Marco Polo.

### Prebivalstvo
Leta 1300 naj bi samo v beneški laguni prešteli približno 85.000 do 100.000 prebivalcev, kar je številka, ki se hitro naraščala in pred prvo kugo leta 1348 dosegla 140.000. Leta 1600 naj bi bilo okoli 150.000 160.000 prebivalcev.
Stanje števila prebivalcev v nekaj zadnjih desetletjih je v spodnji tabeli, iz katere je razvidno stalno povečevanje prebivalstva v sto letih do okoli 1970 (ko je bilo v Benetkah kar 363.000 prebivalcev), odtlej pa se spet polagoma zmanjšuje in je že na ravni iz 30. let 20. stoletja. 
| Leto                        | št. preb. |
| --------------------------- | --------- |
| align="right" \| ni podatka |           |
| align="right" \| 164.965    |           |
| align="right" \| 165.802    |           |
| align="right" \| 189.389    |           |
| align="right" \| 208.463    |           |

| Leto                     | št. preb. |
| ------------------------ | --------- |
| align="right" \| 223.373 |           |
| align="right" \| 250.327 |           |
| align="right" \| 264.027 |           |
| align="right" \| 316.891 |           |
| align="right" \| 347.347 |           |

| Leto                     | št. preb. |
| ------------------------ | --------- |
| align="right" \| 363.062 |           |
| align="right" \| 346.146 |           |
| align="right" \| 309.422 |           |
| align="right" \| 271.073 |           |
| align="right" \| 268.736 |           |

### Pobratena in partnerska mesta
| - Širaz, Iran - Islamabad, Pakistan, since 1960 - Palembang, Indonezija. - Sudžou, Kitajska, od 1980 - Bangkok,Tajska - Talin, Estonija - Pereira, Kolumbija | - Carigrad, Turčija, od 1993 - Sarajevo, Bosna in Hercegovina, od 1994 - Erevan, Armenija, od 2011 - Banjarmasin, Indonezija. - Aveiro, Portugalska, od 1998 - Nürnberg, Nemčija, od 1999 - Tigre, Buenos Aires, Argentina | - Qingdao, Kitajska, od 2001 - Sankt Petersburg, Rusija, 2006–2013 - Solun, Grčija, od 2003 - Fort Lauderdale, ZDA, od 2007 - Wolverhampton, Velika Britanija - Most, Češka - Dubrovnik, Hrvaška, od 2012 |

Leta 2013 so mestne oblasti prekinile povezavo s Sankt Peterburgom zaradi nasprotovanja Rusiji, ki je sprejela zakone proti homoseksualcem.

## Struktura starega mesta
Zgodovinsko mesto Benetke je sestavljeno iz 118 otokov, med katerimi tečejo različno široki kanali ali pa jih povezujejo mostovi in nasipi. Za mnoge od teh otokov ima središčno vlogo trg kot komunikacijsko, prometno in trgovsko središče, kjer stoji tudi lokalna cerkev. So se pa od zgodnjega 19. stoletja nekatere poti spremenile, kot na primer gradnja široke Strada Nova ali Via Eugenia (zdaj Via Garibaldi).

### Funkcijska delitev
Poleg osnovne strukture se zaradi različnih zgodovinskih funkcij nekatere mestne četrti močno razlikujejo. Izstopa večkrat preurejeni Markov trg, nekdanji najmočnejši oz. reprezentančni center mesta. Je največji trg, z dimenzijami 175 m dolžine in do 82 m širine, ob katerem prevladujejo državne zgradbe, zlasti Doževa palača in stare ter nove Procuratie di San Marco. Poleg teh so v palačah knjižnica in muzeji, bazilika svetega Marka in samostojni Campanile. V arkadah so med trgovinami tudi štiri velike kavarne. Na drugi strani Velikega kanala (Canal Grande) je največji trg Campo San Polo.
Večji od območja Trga svetega Marka, je v vzhodnem delu mesta Arsenal, ki je za Benetke zelo pomembno ladjedelniško in vojaško območje. Njegovo okolje ima ohranjene tipične značilnosti industrijskega okrožja, saj je bilo začasno zaposlenih tudi 10.000 delavcev. V srednjem veku so delavce, ki so delali v Arsenalu imenovali arsenalotti. Sedaj je velik del območja namenjen za razstave.
Od sredine 19. stoletja je za zahodni del mesta najbolj značilna povezava s kopnim. Tam se konča velik most Ponte della Libertà, kot povezava s celino, ki je bil zgrajen leta 1931 kot cestni most, zraven leta 1841-1846 zgrajenega železniškega mostu. Na koncu je železniška postaja Svete Lucije, na drugem bregu kanala pa parkirišče in avtobusna ter tramvajska postaja na Piazzale Roma. Naslednja proga se konča na Stazione Marittima, ki železnico povezuje z majhnim pristaniščem. Poleg mostu je veliko parkirišče Tronchetto, 18 arov velik umetni otok s parkiriščem na prostem in v garažah.
Na južni strani mesta od pristanišča Zattere se ta podaljša na zahod do Canala Grande, dalje proti vzhodu od Doževe palače do Giardinov je Riva degli Schiavoni. Južna stran se uporablja kot promenada. Enako velja tudi za nasprotno severno stran Giudecca, ki je skoraj edina brez industrijskih zgradb, razen nekdanjega mlina Stucky. Ta stavba je bila zgrajena leta 1895 po načrtih arhitekta Ernsta Wullekopfa iz Hannovra. Sedaj je v veliki stavbi hotel.
V mnogih okrajih so ohranjene bolj mešane socialne zgradbe, so se pa nekatere od njih se zdi, razvile v revne soseske, kot je Sacca Fisola. Območje okoli Arsenala do Via Garibaldi je bolj tipična delavska soseska. Čeprav je Serenissima gostila mnogo prebivalcev različnih narodov, se le redke ulice imenujejo tako (Calle dei Greci, itd). Samo geto, okrožje, v katerem so od 1516 do začetka 19. stoletja živeli Judje, ima svojo strukturo in gradnjo hiš. Stanovanjske razmere so bile zelo utesnjene - leta 1552 je v območju velikem približno tri orale živelo 900 prebivalcev, leta 1611 jih je bilo že 5500. Od leta 1633 so morali poleg starega ( Ghetto vecchio) zgraditi še nov geto, (Ghetto novissimo)
Ulice z enakimi funkcijami so dejansko urejali tu in tam je že v poznem srednjem veku, kot na primer na področju trga Rialto in Carampane, nekdanja četrt prostitutk v Arsenalu in Doževi palači. Prevlada vodnega prometa je očitna v Grand Canalu, ki je samo po delih dostopen  pešcem. To je mogoče predvsem na mostu Rialto, nekdanjem trgovskem centru mesta. Od poznega srednjega veka so ob kanalu gradili reprezentančne palače (palazzi) ali hiše (case) plemičev. Njihove palače so imenovali na splošno Ca 'Contarini, včasih kot Palazzo Barbarigo della Terrazza ali Palazzo Grimani di San Luca, ki je nastala v 16. stoletju, v občini Saint Luka, po lastniku.
Okoli tega osrednjega območja mesta so številni otoki, kjer so bili namenjeni različnim dejavnostim že v srednjem veku: pokopališče je na otoku San Michele in steklarstvo na otoku Murano ali za pridelava zelenjave na Sant 'Erasmo, drugi so služili vojaški varnosti lagune.

### Gradnja
Vasi v laguni so bile zgrajene na milijonih lesenih drogov, zabitih v zemljo. Na to fazo, tako imenovanega Zattaron - vrsta pontona iz dveh plasti macesnovih desk pritrjenih z opeko. Na Zattaron so postavili temelje zidov in končno nadzemni zid. Stavbe so bile zgrajene iz lahkih votlih opečnih zidakov - mattoni.
Številne stavbe so kljub prizadevanjem v slabem stanju. Eden od razlogov za to je naraščajoča voda, zaradi česar je večina nižjih nadstropij neprimerna za bivanje. Drugič, od konca Beneške republike  je bila skrb in ukrepi na stavbah in kanalih zanemarjena. Negativno vpliva tudi izkopavanje globokih poti za čezmorska plovila, ki prihajajo v pristanišče Marghera, kar izpira temelje. Končno, stanovanja so precej dražja kot na celini,  zato so stavbe v starem mestnem jedru pogosto nenaseljene.

### Ceste, ulice in trgi
Benečani razlikovali pešpoti ob stavbah zelo previdno. Glavne ulice Rughe (iz francoščine Rue) in Salizade, prve iz druge polovice 13. stoletja, prekrite z mavcem, so številčno omejeni. Calle se imenujejo ozke ulice, ulice vzdolž kanalov se imenujejo Fondamenta in služijo kot temelj za stavbe. Lista je del ceste v bližini velikih palač in veleposlaništev, ki uživajo posebno imuniteto. Mercerie so ulice s trgovinami (merce = blago), Rive (obala), potekajo po stranskih kanalih. Rio Tera je poplavljen kanal, Ramo je kratka esta, ki se odcepi od Calle ali Campiello, majhen trg. Campo je kraj, kjer stoji cerkev, je velik odprt prostor, prej zelenjavni vrt ali pašnik za konje. Campiello je obdan s hišami obrnjenimi na trg, Corti so dvorišča hiš. Paludo opozarja, da je bilo to območje prej zamočvirjeno, Pissine pa so ribniki, kjer lahko plavate in ribarite. Sotoportego so prehodi skozi hiše (portego se imenuje dvorana v prvem nadstropju, tako da gre pot skozi to dvorano) in povezuje Calli, Campielli in Corti.
Trgi (Campi) in majhni trgi (Campielli) se razlikujejo od Piazza. Tako kot pravi Piazza di San Marco, Piazzetta označuje trg pred Doževo palačo, ki povezuje Piazza San Marco z Molo, pristanišče. Piazzetta dei Leoncini je del trga svetega Marka, severno od bazilike, poimenovane po dveh levjih kipih. Trg z avtobusno postajo se imenuje Piazzale Roma. Obstaja samo ena Strada, to je Strada Nova, in tri Vie (Via 25 Aprile, Via Vittorio Emanuele in Via Garibaldi).

### Kanali in mostovi
Benetke imajo okoli 175 kanalov v skupni dolžini 38 kilometrov. Glavna arterija je Canal Grande, v katerega prihajajo vodne poti iz zgodovinskega središča. Razlika plimovanja je bila včasih 60 cm. Preko sistema urejanja voda so zagotovili konstantno cirkulacijo za čiščenje mesta in vode. Kanali so bili prvotno globoki približno 1,85 m. Do leta 1990 niso bili očiščeni. Že od 18. stoletja se bili številni kanali napolnjeni ali zaprti, kar je mogoče prebrati iz napisov rio terà. Primer je široka Via Garibaldi, ki je ustvarjena tako, da je bil zapolnjen kanal. Leta 1776 je bil napolnjena Rio de le Carampane, tam je majhen trg.
V mestu je 398 mostov. Do okoli leta 1480 so bili večinoma iz lesa, kasneje pa so jih nadomestili s kamnitimi mostovi. Zdaj obstajata le dva izmed njih brez ograj, eden od njih je Hudičev most (Ponte del Diavolo) na otoku Torcello, drugi odpira zasebno hišo v Cannaregio. Mnogi so bili zgrajeni zelo nizki, za lažji dostop s konji in vozovi. Most Rialto je bil do sredine 19. stoletja edini most čez Canal Grande. Kasneje so dodali tri in sicer Ponte degli Scalzi v bližini železniške postaje, ki je železen most iz leta 1932 (predhodnik 1856) in Ponte dell'Accademia iz leta 1854 je bil nadomeščen 1933. Četrti most Ponte della Costituzione je bil odprt leta 2008. Ta most povezuje Piazzale Roma z obalo (Fondamenta S. Lucia) vzhodno od železniške postaje Santa Lucia.
Eden od najbolj znanih mostov, Most vzdihljajev (Ponte dei Sospiri) povezuje nekdanji državni zapor v pritličju, tako imenovane Pozzi, z Doževo palačo. Most Ponte della Paglia, med Rio di Palazzo in Doževo palačo, je tako imenovan, ker je služil kot privez za plovila naložena s slamo. Drugi mostovi so poimenovani po ekstravagantnih bližnjih palačah ali cerkvah, pogosto po svetniku. Ime Ponte storto je uporabljeno več desetkrat in kaže most, ki prečka Rio pod kotom.
Vsakoletna posebnost, ki se dogaja 21. novembra je procesija preko mostov čez Canal Grande, ki povezuje cerkvi Santa Maria del Giglio in Santa Maria della Salute. Procesija poteka v zahvalo za osvoboditev od kuge leta 1630/1631. Podobno se odvija v soboto pred tretjo nedeljo v juniju čez mostove čez Giudecca Canal v cerkev Il Redentore. Ta festival prinaša zahvalo za odrešenje od kuge leta 1575/1576.
Daleč najdaljši most je železniški most, ki je bila zgrajen 1841-1846 in povezuje Benetke s kopnim. Ta Ponte della Libertà (most svobode), je svoje ime dobil po osvoboditvi izpod fašizma, je dolg 3623 metrov in se naslanja na 222 kamnitih obokov.

## Infrastruktura

### V zgodovini
Benetke so zgrajene na arhipelagu 117 otokov, ki oblikujejo 177 kanalov v plitvi laguni, in so povezani s 409 mostovi. V starem centru imajo kanali vlogo cest in je skoraj edina oblika prevoza po vodi ali peš. V 19. stoletju je na celini nastala železniška postaja Venezia Santa Lucia, v 20. stoletju pa zgrajena cesta Ponte della Libertà s parkiriščem (na otoku Tronchetto in v Piazzale Roma). Benetke so največje urbano območje v Evropi brez avtomobila in edinstven primer mesta v Evropi, ki je ostalo tudi v 21. stoletju v precejšnji meri delujoče povsem brez avtomobilskega prometa.
Klasični beneški čoln je gondola, čeprav se zdaj uporablja predvsem za turiste, poroke, pogrebe ali druge obrede, ali kot trajekt (italijansko traghetti) za prečkanje Canala Grande v odsotnost bližnjega mostu. Velike gondole imajo žametne sedeže in perzijske preproge. Manjše so znane kot sandolo. Na sprednji strani vsake gondole je velik kos kovine imenovan fero (železo). Njegova oblika se je razvila skozi stoletja, kot je dokumentirano na številnih znanih slikah. Oblika v podobi doževega klobuka je postala postopoma standardizirana in je bila končno določena v lokalni zakonodaji. Sestavljen je iz šestih palic, kar predstavlja Sestieri mesta, znak nazaj predstavlja otok Giudecca.

### Vodni transport
Benetke so mesto majhnih otokov, nastalih v srednjem veku, ki so jih z izkopavanjem tal dvignili nad močvirnato podlago in plimovanje. Nastali kanali so spodbudil razvoj navtične kulture, kar se je izkazalo pomembno za gospodarstvo mesta. Danes ti kanali še vedno zagotavljajo transportne poti za prevoz blaga in ljudi v mestu.
Labirint kanalov speljan skozi mesto je zahteval izgradnjo več kot 400 mostov, ki omogočajo prehodnost. V letu 2011 je bil v mestu odprt Ponte della Costituzione, četrti most čez Canal Grande, ki povezuje avtobusni terminal na območju Piazzale Roma z železniško postajo (Stazione Ferroviaria), preostali so Ponte di Rialto, Ponte dell'Accademia in Ponte degli Scalzi

### Javni transport
Azienda del Consorzio Trasporti Veneziano (ACTV) je javno podjetje, odgovorno za javni prevoz v Benetkah.

#### Območje lagune
Glavno javno prevozno sredstvo so motorni vodni avtobusi (vaporetti), ki vozijo na redni progi vzdolž Canala Grande in med mestnimi otoki. Edine gondole še vedno v splošni rabi so traghetti, trajekti za pešce, ki prečkajo Canal Grande na določenih mestih, kjer ni mostov.
People Mover di Venezia (upravlja ga ASM) je javni tranzitni sistem, ki povezuje otok Tronchetto s Piazzale Roma in je bil vzpostavljen leta 2010. Pomembni so tudi vodni taksiji.

#### Lido in otoki Pellestrina
Lido in Pellestrina sta dva otoka, ki tvorita pregrado med južno beneško laguno in Jadranskim morjem. Na teh otokih je cestni promet dovoljen. Obstajata avtobusni promet na otokih in ladijski promet, ki povezuje otoka z drugimi otoki (Venice, Murano, Burano) in s polotokom Cavallino-Treporti.

#### Celinski del
Celinske Benetke so sestavljene iz 5 okrajev: Mestre-Carpenedo, Marghera, Chirignago-Zelarino in Favaro Veneto. Mestre je središče in najbolj naseljeno urbano območje celinskih Benetk. Obstaja več avtobusnih linij in dve tramvajski progi. Večina povezuje celino s Piazzale Roma, glavno avtobusno postajo v Benetkah preko Ponte della Libertà, mostom, ki povezuje celino s skupino otokov, ki sestavljajo zgodovinsko središče Benetk.
- Vaporetto v Benetkah
- People Mover di Venezia
- Avtobus v Mestrah
- Tramvaj v Mestrah

### Železnica
Benetke so povezane z regionalnimi in nacionalnimi vlaki, vključno z vlakom v Rim (3,5 ure) in Milano (2,5 ur). Treviso je oddaljen 35 minut vožnje. Firence in Padova sta dve od postaj med Rimom in Benetkami. Obstajata dve glavni postaji:
- Postaja St. Lucia je le nekaj korakov stran od postaje za vaporette v zgodovinskem mestu poleg Piazzale Roma. Postaja je tudi terminal Venice Simplon Orient Express iz Pariza in Londona.
- Postaja Mestre je na celini, na meji med okrajema Mestre in Marghera.

Obe postaji upravlja podjetje Grandi Stazioni. Drugi manjše postaje v občini so: Venezia Porto Marghera, Venezia Carpenedo, Venezia Mestre Ospedale, Venezia Mestre Porta Ovest.

### Letališče
Letališče mesta Benetke je na kopnem, v kraju Tessera. Imenuje se Aeroporto Marco Polo in je tretje v Italiji po številu potnikov. Razen tega je na Lidu tudi manjše privatno letališče Giovanni Nicelli.

## Umetnost in kultura
V celotnem srednjem veku je na Benetke močno vplivala bizantinska kultura in v poznem srednjem veku, podobno kot Firence, so impulzi iz vzhoda pomembno vplivali na renesanso. Begunci iz Konstantinopla so s seboj prinesli antično umetnost in klasične spise. Svojevrsten umetniški razvoj v Benetkah sega v zgodnjo zgodovino, zato je gotski beneški slog zelo drugačen od drugih konceptov gotike.
Umetnost je Benetke v času renesanse in baroka povzdignila zelo visoko. Benetke so bile "antiteza" Firenc in so gostile številne umetnike kot: Carpaccio, Giorgione, Giovanni Bellini, Tizian, Veronese in pozneje Tintoretto, Giovanni Battista Tiepolo, Guardi in Canaletto.
Nekatere najbolj poznane znamenitosti Benetk so:
- Doževa palača
- Bazilika svetega Marka
- Campanile (zvonik visok 99 m)
- operna hiša La Fenice
- otok Murano s steklarskimi delavnicami
- gledališče Carlo Goldoni
- Beneški bienale

- Gondole
- Značilni beneški kanal
- Beneški karneval - dve maski
- Ura z zodiakom na Markovem trgu
- Cerkev sv. Zaharije
- S. Zanipolo. Nekoč ometane opečne stene so bile očiščene ob obnovi v 20. st.

### Arhitektura

#### Cerkve
Benetke so bogate po cerkvah (124) od romanike (kripta v cerkvi sv. Zaharije) do baroka, zvonik (Campanile). Beneška cerkvena arhitektura se obnaša konzervativno in samosvoje glede na rimske in evropske trende.
Simbol Benetk kot mesta in nekdanja republika je Bazilika svetega Marka, prvotno zgrajena v bizantinskem slogu svetišče za relikvije svetega Marka Evangelista, istočasno državna in cerkev dožev. Med letoma 976-1094 zgrajena po uničenju prejšnje z navzkrižnimi kupolami po vzoru iz Konstantinopla. Še prej je bila v 7. stoletju zgrajena bazilika Santa Maria Assunta na Torcellu. Kot najstarejša cerkev v Benetkah velja San Giacomo di Rialto, čeprav so bile tudi tu, kot v večini cerkva, narejene večje strukturne spremembe. Tudi v San Giovanni Decollato (San Zan Degola) so še vedno v velikem obsegu zastopani prvotni elementi, v San Giacomo dall'Orio je večina elementov iz 14. stoletja.
San Polo je nastala v 9. stoletju in bila obnovljena v 14. in 15. stoletju v gotskem slogu. Gotski portal na južni strani je delno pripisan Bartolomeo Bonu (pred 1410-1464 / 67), ki je gradil tudi v Ca' d'Oro. Leta 1804 je bila cerkev v veliki meri obnovljena.
S prihodom beraških redov dominikancev in frančiškanov v Benetke v 13. stoletju, so se pojavili molitveni prostori in končno velike strukture, kot sta Santa Maria Gloriosa dei Frari (danes državni arhiv) in Bazilika svetega Janeza in Pavla (tudi San Zanipolo) s 101 m dolžine in 35 m višine največja cerkev v Benetkah in grobnica dožev. Še ena pomembna je gotska cerkev Madonna dell'Orto (končana po 1377, s fasado iz 15. stoletja). Prehodne oblike renesanse že ima cerkev sv. Zaharije benediktinskega samostana v okrožju Castello iz prvega obdobja gradenj, morda pod vplivom florentinskih kamnosekov - najprej pod arhitektom Michelozzo di Bartolomeo 1433-1434 - ki je kasneje sodeloval pri gradnji prve benediktinske knjižnice v povezavi s samostanom San Giorgio Maggiore.
Prva renesančna verska stavba, ki je bila zgrajena v Benetkah v času Bartolomeo Buona okoli 1460, je San Michele in Isola (1468-1479), ki jo je zgradil Mauro Codussi. Fasada cerkve sv. Zaharije, ki jo je tudi končal Mauro Codussi 1483-1504 je podobna. Tudi Maura Codussija cerkev Santa Maria Formosa, je verjetno ena izmed najbolj znanih renesančnih cerkva v Benetkah, ker ima renesančno in baročno fasado. Od 1492 dalje je nastala Santa Maria dei Miracoli. Primer uporabe križnih kupol je cerkev San Giovanni Crisostomo iz leta 1500. Glavna cerkev iz začetka 16. stoletja, San Salvatore, je podobna San Marcu. Tehnika inkrustacije je najbolj popolna v Santa Maria dei Miracoli.
Arhitekt kot Jacopo Sansovino je zasnoval San Zulian, San Martino in notranjost San Francesco della Vigna, Lo Scarpagnino je zasnoval San Sebastiano. Andrea Palladio je zgradil San Giorgio Maggiore, Il Redentore in fasado San Francesco della Vigna, vse izjemne stavbe. Fasada San Pietro di Castello je naslednica oblikovalskega jezika Palladija ki se pojavlja še dolgo po njegovi smrti v stavbah, kot so San Trovaso, San Stae in se je nadaljevala do 19. stoletja.
V San Giorgio Maggiore, Sala del Conclave spominja na konklave, ki se je začelo 1. dec 1799 in končalo 14. marec 1800 z izvolitvijo za papeža Pija VII. . Zaradi Napoleonove  okupacije Rima, je bil konklave zaradi varnostni preseljen v Benetke.
V zahvalo za osvoboditev od kuge 1631-1686 je bila zgrajena cerkev Santa Maria della Salute, najbolj pomembna baročna cerkev v Benetkah, ki jo je zasnoval Baldassare Longhena. Nekatere cerkvene fasade iz tega stoletja so ostale nedokončane, kot Santi Apostoli, San Marcuola, San Lorenzo in San Pantalon.
Pročelje Pietà na Riva degli Schiavoni ni bila zaključena do 20. stoletja, fasada cerkve Gesuati (samo v Benetkah je bil to red, ki ni isto kot Gesuiti (jezuiti)) je bila končana le z darovanjem premožnega patricijev. Takšni skladi so pritekali celo za cerkve San Moise in Santa Maria Zobenigo, ki imajo ustrezne grobnice ustanoviteljev. Drugi finančniki so bile sekularne družbe, kot je Pinzocchere dei Carmini, ki je pripadala karmeličanskemu redu kot tretjemu redu - od njih izhaja Scuola dei Carmini. Med letoma 1286-1348 so zagotovili gradnjo cerkve Santa Maria dei Carmini.
Druge verske skupine, kot pravoslavni Grki so zgradili v mestu cerkve v 16. stoletja. Rezultat je bila leta 1498 zgrajena Scuola di San Nicolò dei Greci in cerkev San Giorgio dei Greci cerkev, zgrajena 1548. Protestantom ni bilo dovoljeno graditi cerkev.
Med letoma 1706-1714 je začel Vincenzo Scamozzi graditi teatinsko cerkev San Nicola da Tolentino s korintskim pronaosom. Leta 1760 je bila zgrajena klasična Magdalenina cerkev. V krožni zunanjosti najdemo oktogonalno notranjost. Cerkev San Maurizio poudarja Napoleonov klasicizem. San Silvestro so začele graditi v zadnjem desetletju 19. stoletja, v klasičnem jeziku beneške Accademie.

#### Palače
Palača je splošen naziv za Casa Venice (skrajšano Ca'). V očeh javnosti sta bili samo dve palači v mestu, ki sta bili označeni kot taki: Doževa palača (Palazzo Ducale) in rezidenca beneškega patriarha, Palazzo patriarchale.
Od tako imenovanih bizantinskih palač jih obstaja le malo in so bile v veliki meri spremenjene v 19. stoletju. Dober vtis palače iz 13. stoletja daje Fontego dei Turchi, čigar ime v resnici kaže na turško trgovsko hišo. Veliko starih elementov je še vedno na Ca 'da Mosto, ki je nastala v 13. stoletju. Dekorativni detajli kompleksa Loredan in Farsetti, zdaj Mestna hiša in sedež lokalne samouprave, izhaja večinoma iz 19. stoletja. Kljub temu fasado sestavlja tipični casa-fondaco (iz arabščine funduq = skladišče), ki ga je še vedno mogoče jasno videti: vrsta arkad v pritličju, ki so bile primerne za natovarjanje in raztovarjanje blaga in tudi razčlenjen piano nobile. V tlorisu se kaže osrednja dvorana, ki se razteza na fasado v obliki črke T.
V teku gotskih dvoranskih razmerij je bil tloris v obliki črke T opuščen v korist oblike črke L, kasneje pa samo pravokotne dvorane. Tako imenovani gotico fiorito se je uporabljal v 15. stoletju s krogovičjem ob Canalu Grande in na Doževi palači. Največja struktura je Ca' Foscari na prvem ovinku Canala Grande. Za Ca' d'Oro (zlata hiša) so značilne barvne podobe v modri in zlati. Slike, še posebej Vittore Carpacca in Gentile Bellinija, kažejo intenzivno večbarvno gotsko arhitekturo.
Pomembne hiše iz 16. stoletja sta dve palači Mauro Codussisa, Ca' Vendramin in Palazzo Corner Spinelli, z dvorano v obliki T. V nasprotju s cerkveno arhitekturo, se s profano arhitekturo Andrea Palladio v Benetkah ni ukoreninil.
Novonastali dizajn Ca' Corner družine Cornaro, palače Jacopo Sansovinija, ki stoji ob Canalu Grande, je gradnja epohalne visoke renesanse, s kvadratnim dvoriščem po rimskem vzoru. Drug pomemben arhitekt cinquecenta je bil Sebastiano Serlio, ki je realiziral nekaj svojih idej v sodelovanju s patricijem Francescom Zeno v eni od svoji novih palač.
Do 18. stoletja je tradicionalen tip stavbe ostal večinoma zvest palači. Zadnje večje stavbe so Ca' Pesaro, Ca' Rezzonico in Palazzo Grassi in se uporabljajo kot muzeji. Poleg baročne palače Grassi Baldassara Longhenasa, obstajajo tudi primeri klasičnih palač arhitekta Antonia Dieda in Andrea Tiralija.
Najpomembnejše delo arhitekta Sansovinija stoji nasproti Doževe palače, Libreria Vecchia (Stara knjižnica) iz približno 1540. Sansovino je prevzel idejo pri oblikovanju fasade iz Palazzo Vendramin-Calerghi, ki jo je izvedel Mauro Codussi med letoma 1481-1509. Cilj je bil vzpostaviti povezavo med običajnimi beneškimi arkadami in serijo kolonad florentinske renesanse.